# Jovan Hadžić
Jovan Hadžić (v srbské cyrilici Јован Хаџић, pseudonymem Miloš Svetić/Милош Светић, maďarsky János Hadzics, 8. září 1799, Sombor, Rakousko - 4. května 1869, Novi Sad, Rakousko) byl srbský vzdělanec, zakladatel Matice srbské. Byl rovněž i členem Srbské učené společnosti a Společnosti srbské slovesnosti.
Známý byl také jako nejprve spolupracovník, a později oponent Vuka Karadžiće. Odmítal jeho jazykovou reformu, založenou na fonetickém pravopisu srbštiny. Hadžićova kritika Vuka Karadžiće přivedla k iniciativě Đuru Daničiće, který následně sepsal dokument Boj za srbský jazyk i pravopis, ve kterém předložil argumenty, které nakonec v jazykovědném sporu Karadžiće s Hadžićem rozhodly.